# Краусс, Лоуренс
Ло́уренс Ма́ксвелл Кра́усс (англ. Lawrence Maxwell Krauss; род. 27 мая 1954, Нью-Йорк, США) — американский физик, специалист в области астрофизики и космологии. Профессор-основатель Отделения земных и космических исследований и почётный директор проекта «Origins» Университета штата Аризона.
Автор более 300 научных публикаций и нескольких популярных книг. Активный участник дискуссии вокруг преподавания эволюции в американских школах.

## Биография
Родился в еврейской семье. Вскоре после рождения переехал с родителями в Торонто (Канада), где и вырос. Получил диплом бакалавра по математике и физике в Карлтонском университете в 1977 году. В 1982 году получил диплом доктора философии по физике в Массачусетском технологическом институте.
В 1982—1985 годах работал в Гарварде, в 1985 году получил в Йельском университете должность ассистент-профессора, а в 1988 — там же должность адъюнкт-профессора.
В 1993 году был назначен на должности профессора физики имени Амброза Суоси, профессора астрономии и главы физического факультета в Университете Кейс Вестерн резерв. Занимал последнюю должность до 2005 года. В этот период вывел свой факультет в число первых двадцати в США согласно национальному рейтингу университетских исследовательских программ 2005 года. Наиболее значительными нововведениями стали создание лучших в США экспериментальной и теоретической программ по астрофизике элементарных частиц и введение новаторских магистерских программ по физическому предпринимательству. В 2002 году был также назначен директором Центра образования и исследований в области космологии и астрофизики.
В августе 2008 года Краусс занял посты профессора-основателя Отделения земных и космических исследований (англ. School of Earth and Space Exploration) и почётного директора проекта «Origins» Университета штата Аризона.
Членство: Американское физическое общество, Американская ассоциация учителей физики, International Academy of Humanism (2014).
Автор более 300 научных публикаций, 9 книг.

## Общественная деятельность
В течение некоторого времени Краусс был вовлечён в обсуждение проблем взаимодействия науки и общества и приложил усилия в извещении общественности о достижениях науки, одновременно защищая науку от нападок. В частности, принял деятельное участие в защите права преподавать эволюцию в средней школе. Его эссе в «The New York Times» и последовавшее за ним открытое письмо Папе римскому Бенедикту XVI, в котором утверждалось, что наука и религия могут сосуществовать и не противоречить друг другу, вызвали переоценку позиции Католической церкви в вопросе эволюции. Им была создана организация в штате Огайо, которая занималась поиском и поддержкой про-научно настроенных кандидатов в комиссию штата по школьному образованию. Все кандидаты, поддержанные его организацией, выиграли выборы, несмотря на то, что некоторым из них противостояли оппоненты со значительно превосходящими денежными возможностями. В декабре 2007 года Крауссом была написана заметка в «Wall Street Journal», содержащая предложение провести президентские дебаты по вопросам науки. Эта идея была спонсирована Американской ассоциацией содействия развитию науки и советом по конкурентоспособности, а также поддержана двадцатью нобелевскими лауреатами, несколькими конгрессменами, лидерами бизнеса и 12 000 учёными. В марте 2008 года в Стенфордском университете произошло открытое обсуждение по вопросам науки и научного образования, в котором приняли участие Краусс и Ричард Докинз. Видеозапись этого обсуждения совместно с видео лекции Краусса, посвящённой текущему состоянию космологии, была представлена в октябре 2009 года на конференции, проводимой Международным альянсом атеистов (англ. Atheist Alliance International), и приобрела огромную популярность на YouTube (58-е место по оценкам в номинации «Наука и техника»).
Выступает за сокращение ядерного арсенала США, которое они должны начать первыми и подать этим пример миру.

## Литературная деятельность
Лоуренс Краусс является автором многих книг, получивших широкую известность. Первая его книга «Пятый элемент: поиск тёмной материи во Вселенной» (англ. «The Fifth Essence: The Search for Dark Matter in the Universe») вышла в 1989 году и была названа астрономической книгой года по версии Тихоокеанского астрономического общества. Следующей стала книга «Страх физики» (англ. «Fear of Physics»), вышедшая в 1993 году и уже переведённая на 12 языков. Эта книга стала финалистом 1994 года премии в области научной литературы, присуждаемой Американским институтом физики. В 1995 году вышла самая успешная книга Краусса «Физика Звёздного пути» (англ. «The Physics of Star Trek»), в США было продано более 250 000 копий этой книги, ставшей национальным бестселлером. Успешной оказалась также книга 2001 года «Атом: Одиссея от Большого взрыва до жизни на Земле… и далее» (англ. «Atom: An Odyssey from the Big Bang to Life on Earth… and Beyond»), выигравшая престижную премию в области научной литературы Американского института физики.

## Награды
- First Prize Award, Gravity Research Foundation[англ.] (1984)
- Presidential Young Investigator Award[англ.] (1986)
- Glover Award for Distinction in Physics Achievement and Physics Education, Dickenson College (1997)
- AAAS Public Engagement with Science Award (1999)
- Премия Юлия Эдгара Лилиенфельда, Американское физическое общество (2001) — за исключительный вклад в понимание ранней Вселенной и экстраординарные достижения в донесении сути физической науки общественности
- Премия Эндрю Геманта, Американский институт физики (2001)
- Science Writing Award[англ.], Американский институт физики (2002) — за книгу «Атом»
- Humanism Award, Free Inquirers of Northeast Ohio (2003)
- Медаль Эрстеда, Американская ассоциация учителей физики (2004)
- Northern Ohio Live Award of Achievement: Science and Technology (2004)
- Joseph A. Burton Forum Award, Американское физическое общество (2005)
- 2011 — Книга года по версии журнала PhysicsWorld за «Quantum Man»
- 2012 — National Science Board Public Service Award
- 2013 — Roma Award Urbs Universalis
- 2014 — Первая премия Фонда гравитационных исследований
- 2015 — Гуманист года, Американская гуманистическая ассоциация
- 2016 — Премия Ричарда Докинза
- 2021, 2022 — Книги «Почему мы существуем?» и «Всё из ничего» получили высокие оценки экспертов программы «Всенаука» и стали доступны для бесплатного легального скачивания[18].

Первый физик, одновременно получивший самые престижные награды Американского института физики, Американского физического общества и Американской ассоциации учителей физики.

### Научно-популярная литература
- Lawrence Maxwell Krauss. The fifth essence: the search for dark matter in the universe. — Basic Books, 1989. — 342 с. — ISBN 0465023754.
- Lawrence Maxwell Krauss. Fear of physics: a guide for the perplexed. — Basic Books, 1994. — 224 с. — ISBN 0465023673.
- Lawrence Maxwell Krauss. The physics of Star Trek. — Basic Books, 1995. — 188 с. — ISBN 0465005594.
- Lawrence Maxwell Krauss. Beyond Star Trek: physics from alien invasions to the end of time. — Basic Books, 1997. — 190 с. — ISBN 046500637X.
- Lawrence Maxwell Krauss. Quintessence: the mystery of missing mass in the universe. — Basic Books, 2000. — 356 с. — ISBN 0465037410.
- Lawrence Maxwell Krauss. Atom: an odyssey from the big bang to life on earth-- and beyond. — Little Brown, 2001. — 305 с. — ISBN 0316648779.
- Lawrence Maxwell Krauss. Hiding in the mirror: the quest for alternate realities, from Plato to string theory (by way of Alice in Wonderland, Einstein, and The twilight zone). — Penguin Books, 2008. — 277 с. — ISBN 0143038028.
- Lawrence Maxwell Krauss. Quantum Man: Richard Feynman's Life in Science. — W. W. Norton & Co Inc., 2011. — 320 с. — (Great Discoveries Series). — ISBN 0393064719.
- Lawrence Krauss, Richard Dawkins, Christopher Hitchens. A Universe from Nothing: Why There Is Something Rather Than Nothing. — Free Press, 2012. — 224 с. — ISBN 145162445X.
- Lawrence Krauss. The Greatest Story Ever Told—So Far: Why Are We Here? — Atria Books[англ.] (Simon & Schuster), 2017. — 336 с. — ISBN 978-1-4767-7761-0.

На русском
- Лоуренс Краусс. Почему мы существуем. Величайшая из когда-либо рассказанных историй = Krauss. The Greatest Story Ever Told - So Far: Why Are We Here?. — М.: Альпина Нон-фикшн, 2018. — 420 с. — ISBN 978-5-91671-948-2.
- Всё из ничего: Как возникла Вселенная — М.: Альпина нон-фикшн, 2019. — 283 с. — ISBN 978-5-91671-951-2.

### Научная литература
- Cosmic Strings: The Current Status / Frank S. Accetta, Lawrence Maxwell Krauss. — World Scientific, 1988. — 248 с. — (Proceedings of the Yale Cosmic String Workshop). — ISBN 9971507196.
- Baryon number violation at the electroweak scale / Lawrence Maxwell Krauss, Soo-Jong Rey. — World Scientific, 1992. — 222 с. — (First Yale-Texas Workshop). — ISBN 9810211457.
- Cosmic Microwave Background Anisotropies Two Years After COBE: Observations, Theory, and the Future / Lawrence Maxwell Krauss. — World Scientific, 1994. — (Proceedings of 1994 CWRU Workshop).
- Lawrence M. Krauss, Glenn D. Starkman. Teaching About Cosmology: A Programmed Guide for High School Teaching & Learning. — American Association of Physics Teachers, 1995. — 116 с.